# Banfora
Banfora er en by i det vestlige Burkina Faso, med et befolkningstal (pr. 2007) på cirka 63.000. Byens primære beskæftigelseskilde er produktion af sukkerroer.
- Wikimedia Commons har flere filer relateret til Banfora